# Coupe arabe des nations de football 1988
Navigation
Arabie saoudite 1985 Syrie 1992
La coupe arabe des nations 1988, était la cinquième édition de la coupe arabe des nations organisée à Amman, en Jordanie. L'Irak, champion en titre, a remporté le titre pour la 4e fois.

## Qualification
| Zone                     | Team            |
| ------------------------ | --------------- |
| Pays hôte                | Jordanie        |
| Champion en titre        | Irak            |
| Zone 1 (zone du Golfe)   | Bahreïn         |
| Zone 1 (zone du Golfe)   | Koweït          |
| Zone 2 (Mer Rouge)       | Égypte          |
| Zone 2 (Mer Rouge)       | Arabie saoudite |
| Zone 3 (Afrique du Nord) | Algérie         |
| Zone 3 (Afrique du Nord) | Tunisie         |
| Zone 4 (Région Est)      | Syrie           |

## Phase finale

### Phase de groupes
| Équipe          | J | V | N | D | BP | BC | Dif | Pts |
| --------------- | - | - | - | - | -- | -- | --- | --- |
| Égypte          | 4 | 2 | 2 | 0 | 4  | 0  | +4  | 6   |
| Irak            | 4 | 1 | 3 | 0 | 3  | 1  | +2  | 5   |
| Liban           | 4 | 1 | 2 | 1 | 2  | 4  | −2  | 4   |
| Tunisie         | 4 | 0 | 3 | 1 | 3  | 4  | −1  | 3   |
| Arabie saoudite | 4 | 0 | 2 | 2 | 1  | 4  | −3  | 2   |

| 9 juillet 1988 | Égypte | 0–0 | Arabie saoudite | Stade international d'Amman, Amman |  |
|                |        |     |                 |                                    |  |

| 9 juillet 1988 | Irak      | 1–1 | Tunisie      | Stade international d'Amman, Amman |  |
|                | Radhi 32e |     | Mahjoubi 62e |                                    |  |

| 11 juillet 1988 | Irak | 0–0 | Liban | Stade international d'Amman, Amman |  |
|                 |      |     |       |                                    |  |

| 11 juillet 1988 | Arabie saoudite | 1–1 | Tunisie            | Stade international d'Amman, Amman |  |
|                 | Farhan 80e      |     | Maâloul 90e (pen.) |                                    |  |

| 13 juillet 1988 | Égypte      | 1–0 | Tunisie | Stade international d'Amman, Amman |
|                 | Soliman 62e |     |         |                                    |

| 13 juillet 1988 | Liban       | 1–0 | Arabie saoudite | Stade international d'Amman, Amman |
|                 | Hammoud 81e |     |                 |                                    |

| 15 juillet 1988 | Irak          | 2–0 | Arabie saoudite | Stade international d'Amman, Amman |
|                 | Radhi 13e 35e |     |                 |                                    |

| 15 juillet 1988 | Égypte                                    | 3–0 | Liban | Stade international d'Amman, Amman |
|                 | Shawky 29e · Abouzaid 68e · H. Hassan 88e |     |       |                                    |

| 17 juillet 1988 | Liban       | 1–1 | Tunisie       | Stade international d'Amman, Amman |  |
|                 | Hammoud 65e |     | Mehedhebi 46e |                                    |  |

| 17 juillet 1988 | Irak | 0–0 | Égypte | Stade international d'Amman, Amman |  |
|                 |      |     |        |                                    |  |

| Équipe   | J | V | N | D | BP | BC | Dif | Pts |
| -------- | - | - | - | - | -- | -- | --- | --- |
| Jordanie | 4 | 2 | 1 | 1 | 4  | 2  | +2  | 5   |
| Syrie    | 4 | 2 | 1 | 1 | 4  | 4  | 0   | 5   |
| Algérie  | 4 | 1 | 2 | 1 | 3  | 3  | 0   | 4   |
| Koweït   | 4 | 1 | 1 | 2 | 2  | 3  | −1  | 3   |
| Bahreïn  | 4 | 0 | 3 | 1 | 2  | 3  | −1  | 3   |

| 8 juillet 1988 | Jordanie | 0–0 | Bahreïn | Stade international d'Amman, Amman |  |
|                |          |     |         |                                    |  |

| 8 juillet 1988 | Syrie       | 1–1 | Koweït          | Stade international d'Amman, Amman |  |
|                | Jakalan 31e |     | Hadj Adlane 62e |                                    |  |

| 10 juillet 1988 | Jordanie | 0–1 | Koweït    | Stade international d'Amman, Amman |
|                 |          |     | Al Breiki |                                    |

| 10 juillet 1988 | Algérie | 0–0 | Bahreïn | Stade international d'Amman, Amman |  |
|                 |         |     |         |                                    |  |

| 12 juillet 1988 | Syrie                 | 2–1 | Bahreïn   | Stade international d'Amman, Amman |  |
|                 | Deeb 6e · Jakalan 83e |     | Salim 16e |                                    |  |

| 12 juillet 1988 | Algérie         | 1–0 | Koweït | Stade international d'Amman, Amman |
|                 | Hadj Adlane 24e |     |        |                                    |

| 14 juillet 1988 | Syrie         | 1–0 | Koweït | Stade international d'Amman, Amman |
|                 | Kardaghli 81e |     |        |                                    |

| 14 juillet 1988 | Jordanie                      | 2–1 | Algérie      | Stade international d'Amman, Amman |  |
|                 | Yadaje 61e · Abdel Muneim 75e |     | El-Groud 74e |                                    |  |

| 16 juillet 1988 | Jordanie                  | 2–0 | Syrie | Stade international d'Amman, Amman |
|                 | Yadaje 12e · Al Sahob 35e |     |       |                                    |

| 16 juillet 1988 | Koweït      | 1–1 | Bahreïn     | Stade international d'Amman, Amman |  |
|                 | But inscrit |     | But inscrit |                                    |  |

### Phase à élimination directe

#### Demi-finales
| 19 juillet 1988                     | Syrie           | 0–0 a. p.                                         | Égypte | Stade international d'Amman, Amman |  |
|                                     |                 |                                                   |        |                                    |  |
| Kardaghli · Ahmad · Al-Qolla · Deeb | Tirs au but 4–3 | Abouzaid · Shawky · H. Hassan · Youssef · Maihoub |        |                                    |  |

| 19 juillet 1988 | Irak                             | 3–0 | Jordanie | Stade international d'Amman, Amman |
|                 | Radhi 22e · Ali 45e · Sharif 80e |     |          |                                    |

#### Match pour la3eplace
| 21 juillet 1988 | Égypte                      | 2–0 | Jordanie | Stade international d'Amman, Amman |
|                 | Maihoub 49e · H. Hassan 90e |     |          |                                    |

#### Finale
| 21 juillet 1988                             | Irak            | 1–1 a. p.                                   | Syrie         | Stade international d'Amman, Amman               |                                                  |
|                                             | Gorgis 34e      |                                             | Al-Nasser 33e | Spectateurs : 15 000 Arbitrage : Abdelali Naciri | Spectateurs : 15 000 Arbitrage : Abdelali Naciri |
| Mohammed · Hussein · Qais · Shaker · Oraibi | Tirs au but 4–3 | Kardaghli · Ahmad · Jakalan · Saad · Leyous |               | Spectateurs : 15 000 Arbitrage : Abdelali Naciri | Spectateurs : 15 000 Arbitrage : Abdelali Naciri |